# Старобілокуріха
Ста́робі́локурі́ха (рос. Старобелокуриха) — село у складі Алтайського району Алтайського краю, Росія. Адміністративний центр Старобілокуріхинської сільської ради.

## Населення
Населення — 1503 особи (2010; 1459 у 2002).
Національний склад (станом на 2002 рік):
- росіяни — 95 %